# Rhinolophus maendeleo
Rhinolophus maendeleo är en fladdermus som förekommer i nordöstra Tanzania, och som beskrevs år 2000 av Dieter Kock, Gabor Csorba och Kim M. Howell. Arten ingår i släktet Rhinolophus och familjen hästskonäsor.

## Utseende och anatomi
Som alla hästskonäsor har arten flera hudflikar kring näsan. Flikarna brukas för att rikta de ultraljudstoner som används för ekolokalisering. Till skillnad från andra fladdermöss som använder sig av ultraljudsnavigering produceras nämligen tonerna hos hästskonäsorna genom näsan, och inte som annars via munnen. Arten har ett smalt huvud med stora, trubbigt avrundade öron. Pälsen är brunaktig på ovansidan med en mörkbrun "krage" kring nacke och bröstkorgens ovandel, beige på främre delen av buken övergående till nästan vitt på höfter och lår. Vingarna är mörkbruna. Underarmslängden är mellan 4,8 och 5 cm, kroppslängden mellan 6,9 och 7,4 cm (inklusive den 2,3 till 2,5 cm långa svansen), och vikten omkring 16 g.

## Utbredning
Arten har hittills endast påträffats på två lokaler i nordöstra Tanzania, Amboni Cave Forest i Mkulumuziflodens dalgång, och Mazumbai Forest Reserve i Usambarabergen.

## Ekologi
På grund av att arten är relativt nyupptäckt, och det därmed dåliga kunskapsläget, vet man inte mycket om arten. Den ena lokalen, Amboni Cave Forest, är en låglänt, kustnära sekundärskog med kraftig undervegetation. Skogen ligger på kalkstensgrund på en höjd mellan havsytans nivå och 80 m. Den andra lokalen, Mazumbai Forest Reserve, är en bergsurskog av regnskogstyp på höjder mellan 1 400 och 1 900 m. Båda lokalerna ligger inom naturskyddade områden. Arten söker sin daglega i grottor.

## Status och hot
IUCN listar den under kunskapsbrist ("DD"), och mycket litet kan sägas om populationen. Man efterlyser fler studier av arten.